# Старший бит
Старший бит (англ. most significant bit, MSb) или наиболее значимый бит (англ. high-order bit) — в информатике это позиция бита в двоичном числе, имеющая наибольшее значение. Противоположным по значению является младший бит (англ. least significant bit, LSb) или наименее значимый бит (англ. low-order bit). Старший и младший бит, как правило, рассматриваются в пределах одного байта, но в, общем случае, длина битовой последовательности может быть любой.

## Описание

Двоичное беззнаковое двоичное представление десятичного числа 149 с выделенным старшим битом (MSb); в 8-битном двоичном числе представляет значение 128 десятичного числа. Младший бит (LSb) являет собой значение 1.

MSb иногда упоминается как бит старшего разряда или самый левый бит из-за соглашения в позиционной нотации записи более значащих цифр слева.
MSb также может соответствовать знаковому биту в двоичного числа со знаком. В обратном коде и дополнительном коде «1» обозначает отрицательное число, а «0» обозначает положительное число.
Обычно каждому биту присваивается номер позиции в диапазоне от нуля до N-1, где N это количество битов в используемом двоичном представлении. Обычно это просто показатель степени для соответствующего веса бита в двоичной системе счисления (например, в 231..20). Хотя некоторые производители процессоров назначают битовые числа противоположным образом (что не совпадает с разным порядком байтов), MSb однозначно остаётся наиболее значимым битом. Это может быть одной из причин, по которой термин MSb часто используется вместо номера бита, хотя основная причина, вероятно, состоит в том, что разные представления чисел используют разное количество бит.
MSB также может обозначать «самый значимый байт». Смысл параллелен вышеупомянутому: это байт (или октет) в той позиции многобайтового числа, который имеет наибольшее потенциальное значение. Чтобы избежать этой двусмысленности, часто используются менее сокращенные термины «MSbit» или «MSbyte».

### Младший значащий бит в цифровой стеганографии
В цифровой стеганографии конфиденциальные сообщения могут быть скрыты путем манипулирования и сохранения информации в младших битах изображения или звукового файла. Позже пользователь может восстановить эту информацию, извлекая младшие значащие биты обработанных пикселей, чтобы восстановить исходное сообщение. Это позволяет сохранять или передавать цифровую информацию скрытой.

## Пример целого числа без знака
Эта таблица иллюстрирует пример десятичного значения 149 и расположение старшего и младшего битов. MSb означает старший бит, а LSb означает младший бит.
| Двоичное представление {\displaystyle x} (Десятичное: 149) | 1                          | 0                          | 0                          | 1  | 0  | 1                          | 0                          | 1                          |
| Значение бита в данной позиции n ( 2n )                    | 27                         | 26                         | 25                         | 24 | 23 | 2                          | 21                         | 20                         |
| Обозначение позиции бита                                   | MSb                        |                            |                            |    |    |                            |                            | LSb                        |
| Обозначение 2 битовой последовательности                   | {\displaystyle msb_{2}(x)} | {\displaystyle msb_{2}(x)} |                            |    |    |                            | {\displaystyle lsb_{2}(x)} | {\displaystyle lsb_{2}(x)} |
| Обозначение 3 битовой последовательности                   | {\displaystyle msb_{3}(x)} | {\displaystyle msb_{3}(x)} | {\displaystyle msb_{3}(x)} |    |    | {\displaystyle lsb_{3}(x)} | {\displaystyle lsb_{3}(x)} | {\displaystyle lsb_{3}(x)} |

## Старшие и младшие битовые последовательности
В теории информации старший и младший биты являются частными случаями старшей и младшей битовых последовательностей для конечного множества битовых последовательностей {\displaystyle \{0,1\}^{n}} соответственно.
Элементы битовых множеств вида {\displaystyle \{0,1\}^{n}} также называют битовыми строками.
Например, запись конечного множества битовых строк 2 размерности {\displaystyle \{0,1\}^{2}} означает, что это множество состоит из элементов:
{\displaystyle \{0,1\}^{2}=\{00,01,10,11\}}
Число элементов множества - 4, что обозначается как {\displaystyle |\{0,1\}^{2}|=4}.
Пусть дано конечное множество битовых строк 8 размерности т.е. 1 байт:
{\displaystyle \{0,1\}^{8}=\{00000000,00000001,...,11111111\}}
Число элементов множества - 256, что обозначается как: {\displaystyle |\{0,1\}^{8}|=256}.
Для анализа битовых строк задаются функции:
{\displaystyle msb_{L}(x)} возвращает {\displaystyle L} старших бит последовательности;
{\displaystyle lsb_{L}(x)} возвращает {\displaystyle L} младших бит последовательности;
Где {\displaystyle x} — битовая строка
Тогда:
{\displaystyle A_{1}=\{\forall x\in \{0,1\}^{8}:msb_{1}(x)=1\}}
означает, что множество {\displaystyle A_{1}} содержит все возможные варианты байта, когда 1 старший бит равен 1 (подчеркнут):
{\displaystyle A_{1}=\{{\underline {1}}0000000,{\underline {1}}0000001,...,{\underline {1}}1111111\}}
Число элементов множества — 128, что обозначается как: {\displaystyle |A_{1}|=128}.
При этом, индекс {\displaystyle L} функции указывает сколько именно старших бит последовательности используется для сравнения. В этом случае запись:
{\displaystyle A_{2}=\{\forall x\in \{0,1\}^{8}:msb_{2}(x)=11\}}
означает что множество {\displaystyle A_{2}} содержит все возможные варианты байта, когда 2 старших бита равны 11 (подчеркнуты):
{\displaystyle A_{2}=\{{\underline {11}}000000,{\underline {11}}000001,...,{\underline {11}}111111\}}
Число элементов множества - 64, что обозначается как: {\displaystyle |A_{2}|=64}.
Для анализа младших бит аналогичным образом используется функция {\displaystyle lsb_{L}(x)}:
{\displaystyle A_{3}=\{\forall x\in \{0,1\}^{8}:lsb_{3}(x)=101\}}
означает что множество {\displaystyle A_{3}} содержит все возможные варианты байта, когда 3 младших бита равны 101 (подчеркнуты):
{\displaystyle A_{3}=\{00000{\underline {101}},00001{\underline {101}},...,11111{\underline {101}}\}}
Всего таких последовательностей 32, что обозначается как: {\displaystyle |A_{3}|=32}.
В общем случае множество битовых строк содержит {\displaystyle 2^{n}} элементов:
{\displaystyle |\{0,1\}^{n}|=2^{n}}
Подмножество, которое получается после выборки битовых строк, содержащих {\displaystyle L} старших или младших бит, уменьшает размер исходного множества в {\displaystyle 2^{L}} раз.
Обобщение понятия старших и младших бит до старших и младших битовых последовательностей заданной длины {\displaystyle L} позволяет анализировать конечные битовые строки произвольной размерности {\displaystyle n}.
Функции {\displaystyle msb_{L}(x)} и {\displaystyle lsb_{L}(x)} используются для анализа дискретной вероятности.